# Looking Glass
Looking Glass je EP kanadské hudební skupiny The Birthday Massacre, které vyšlo v roce 2008.

## Seznam skladeb
| Pořadí | Název                                                         | Délka |
| ------ | ------------------------------------------------------------- | ----- |
| 1.     | Looking Glass (Single Version)                                | 4:30  |
| 2.     | Falling Down (Crawling Pulse Mix)                             | 4:17  |
| 3.     | Shiver                                                        | 3:03  |
| 4.     | Red Stars (Lukewarm Lover Mix)                                | 3:37  |
| 5.     | Nowhere                                                       | 2:05  |
| 6.     | Red Stars (Space Lab Mix)                                     | 6:55  |
| 7.     | Weekend (NYC 77 Mix)                                          | 4:03  |
| 8.     | I Think We're Alone Now (Tommy James and the Shondells cover) | 3:57  |
| 9.     | Looking Glass (QuickTime Video)                               | 4:37  |